# ستيفن شارب نيلسون
ستيفن شارب نيلسون (بالإنجليزية: Steven Sharp Nelson)‏ هو عازف تشيلو أمريكي، ولد في 5 يوليو 1977 في سولت ليك في الولايات المتحدة.

## وصلات خارجية
- الموقع الرسمي
- ستيفن شارب نيلسون على موقع IMDb (الإنجليزية)
- ستيفن شارب نيلسون على موقع ميوزك برينز (الإنجليزية)
- ستيفن شارب نيلسون على موقع ديسكوغز (الإنجليزية)
- ستيفن شارب نيلسون على موقع قاعدة بيانات الفيلم (الإنجليزية)